# 埃德温·马尔帕斯
埃德温·詹姆斯·马尔帕斯（Edwin James Malpas），中文名“麦庐柏”，后改名为“麦柏司”。英国传教士，清末与民国年间在中国活动。

## 生平
生于英国朴茨茅斯，1900—1903年就读于剑桥郡切斯亨特神学院（Cheshunt College Cambridge）。1903年成为一名公理宗牧师（Congregational Minister），1906年加入伦敦传道会（London Missionary Society）。1906年12月抵达中国。后来出任上海麦伦书院校长（Headmaster of Medhurst College）。1919年起任教于山西大学，讲授文学与哲学。拥有伦敦大学文学士（B.A.）学位。1927年离开山西大学，自1928年起，担任英国与外国圣经公会（British and Foreign Bible Society）东米德兰区（East Midland District）秘书。